# Mantoche
Mantoche é uma comuna francesa na região administrativa de Borgonha-Franco-Condado, no departamento de Alto Sona. Estende-se por uma área de 16,58 km². Em 2010 a comuna tinha 463 habitantes (densidade: 27,9 hab./km²).